# Raffaele Paolucci
Raffaele Paolucci, conte di Valmaggiore (Roma, 1º giugno 1892 – Roma, 4 settembre 1958), è stato un militare, politico e medico italiano autore di oltre un centinaio di pubblicazioni a carattere scientifico, prodigatosi in oltre trentamila interventi chirurgici durante tutta la propria carriera.

## Biografia
Nacque a Roma in via Goito 56 da Nicola, nativo di Orsogna, ufficiale della Regia Marina poi colonnello del Corpo di commissariato, e da Rachele de Crecchio, di famiglia lancianese ma nata a Castrovillari in quanto il padre Antonino, futuro presidente di sezione di Corte di cassazione, era ivi destinato come pretore.
Studiò all'Istituto San Leone Magno. Nel 1910 si iscrisse alla Facoltà di medicina dell'Università di Napoli, interrompendo la frequenza delle lezioni per svolgere il servizio militare come volontario di un anno nella 10ª Compagnia di sanità militare del Regio Esercito dal novembre 1913, prendendo servizio presso l'ospedale militare della Santissima Trinità; elevato caporale dopo tre mesi e sergente dopo altri tre, si congedò il 30 novembre 1914.
Richiamato in servizio il 4 gennaio 1915, all'inizio della prima guerra mondiale, ancora nell'Esercito, fu destinato a Angoris, non lontano da Cormons, sul Carso, presso un lazzeretto per colerosi ricavato in una grande villa di proprietà di un barone austriaco ufficiale di cavalleria, meritandosi la medaglia di bronzo per i benemeriti della salute pubblica. Nominato aspirante ufficiale medico nel settembre 1915 e tornato a Napoli dopo la morte del padre, fu trattenuto in servizio e destinato all'ospedale Vittorio Emanuele II a piazza Dante, laureandosi in medicina a pieni voti e con lode il 4 aprile 1916. Fu quindi promosso sottotenente e poi tenente medico di complemento, indi re-inviato nuovamente al fronte il 16 aprile e destinato all'8º Reggimento bersaglieri nella Val Marzon e di qui a "Cima Undici" (Zsigmondy) presso la 11ª Compagnia del 38º Battaglione.
Trasferito a sua richiesta nella Regia Marina il 19 luglio 1916, fu inizialmente destinato all'ospedale militare marittimo di Piedigrotta, dove rimase qualche mese per poi essere trasferito come medico della batteria del Forte San Felice di Chioggia ma, dopo l'esperienza di guerra vissuta sulla prima linea, sentendosi in quel momento un "imboscato", dietro sua insistenza, venne infine imbarcato il 19 agosto 1917 sull'Emanuele Filiberto, di base a Malamocco, dove prese servizio in qualità di secondo medico di bordo.
Sotto il Comando in capo del dipartimento e piazza marittima di Venezia (vice-ammiraglio Paolo Marzolo) e la supervisione dell'Ispettorato e comando superiore dei MAS (capitano di vascello Costanzo Ciano), partecipò alla realizzazione di mezzi speciali d'assalto, costituiti da torpedini semoventi chiamati mignatte che, insieme al suo ideatore e sviluppatore, il maggiore del genio navale Raffaele Rossetti, avrebbero guidato in prima persona nell'azione di Pola del 1º novembre 1918 terminata, dopo 7 ore in acqua, con l'affondamento della corazzata austriaca Viribus Unitis e della nave appoggio Wien.

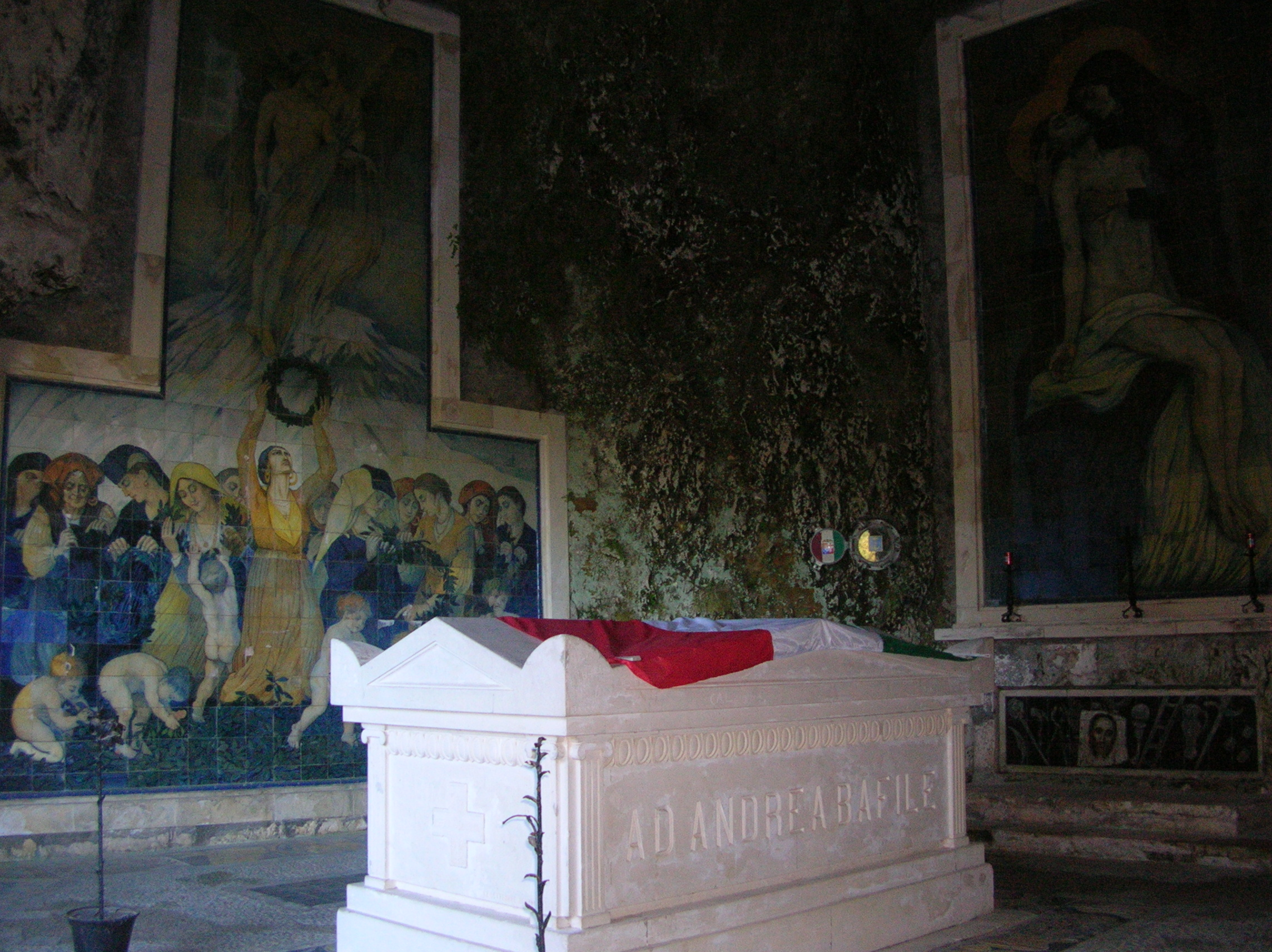
Il sacrario militare di Andrea Bafile, a Bocca di Valle presso Guardiagrele, fortemente voluto da Paolucci nel 1920

Fatti prigionieri, i due furono poi liberati il 5 novembre dal corpo di occupazione giunto a bordo di navi dell'ammiraglio Cagni. Per tale azione furono entrambi decorati con la medaglia d'oro al valor militare e promossi per merito di guerra (Paolucci al grado di capitano medico). 

### Nel primo dopoguerra
Il 14 novembre 1919 fu quindi collocato in congedo ed iscritto nel ruolo del complemento con il grado di tenente colonnello iniziando a frequentare così le strutture delle università di Napoli e di Siena, fin quando, nel 1920, fu nominato assistente effettivo presso la clinica chirurgica dell'Ateneo di Modena.
Nel 1921, sotto l'impulso di Armando Zanetti che l'aveva fondata nel 1919, Paolucci, in qualità di comandante generale, prende la guida dell'organizzazione paramilitare dell'Associazione Nazionalista Italiana chiamata i “Sempre Pronti per la Patria e per il Re”, detti “camicie azzurre” per il colore del vestiario in Blu Savoia che li distingueva; tuttavia, sebbene disarmata, tale organizzazione era diffusissima in tutta Italia e contava circa 80.000 ex combattenti mutilati e decorati iscritti. Essa fu stabilita con la speranza che potesse fare da contrappeso allo squadrismo fascista.
Sempre nel 1921, dietro insistenza di Giovanni Giolitti, ancora "minorenne" (nel senso che l'età minima per essere eletti alla Camera era allora di 30 anni e Paolucci ne aveva 28) fu eletto deputato al Parlamento nella XXVI legislatura tra le file del Blocco Nazionale (tra i Nazionalisti capeggiati da Luigi Federzoni assieme ad Alfredo Rocco, Gelasio Caetani, Luigi Siciliani, Luigi Luiggi e pochi altri); partecipò alla commissione referente che alla Camera varò la legge Acerbo e venne riconfermato deputato nel 1924 per il Partito Nazionale Fascista. 
Ricoprì anche la carica di vicepresidente della Camera dei deputati dal 15 novembre 1924; in questa veste il 15 dicembre 1924 fu approcciato da Pompeo di Campello per un tentativo di guidare un pronunciamento parlamentare che desse luogo ad un governo di "concentrazione nazionale", nel quale fossero presenti tutti gli ex presidenti del consiglio compreso Mussolini: ma questi, proprio mentre il 20 dicembre Paolucci riuniva nella sua abitazione romana 44 deputati del Listone per avallare la proposta, sventò la manovra annunciando alla Camera un disegno di legge che reintroduceva l'uninominale.
Nel 1924 conseguì la libera docenza in patologia chirurgica e nel 1925 ebbe l'incarico presso l'Università di Bari per la medesima disciplina.
Venne riconfermato deputato anche nel 1929 e nel 1934, sempre per il Partito Nazionale Fascista, e dal 1939 fino al 1943 fu consigliere nazionale della Camera dei Fasci e delle Corporazioni. 
Il 22 marzo 1928 sposa ad Assisi Margherita Pollio († Roma, 11 ottobre 1946), figlia secondogenita del generale Alberto Pollio, ex capo di stato maggiore dell'Esercito, da cui avrà una figlia, Nicoletta (* Bari, gennaio 1929, † Roma, 27 dicembre 2008).
Nel settembre 1935 venne richiamato alle armi e posto a disposizione del Ministero della guerra, partecipando alla guerra d'Etiopia (1935-36) al comando dell'ambulanza chirurgica speciale della Croce Rossa Italiana, assegnata al teatro delle operazioni per interventi chirurgici d'urgenza in favore dei feriti di guerra e anche della popolazione locale. Il 18 giugno 1936, pochi giorni dopo il suo rientro in Italia (dove era arrivato a Napoli il 30 maggio o il 1º giugno a bordo della regia nave ospedale Urania), ottenne la promozione a colonnello medico per meriti eccezionali, venendo congedato il 1º settembre dello stesso anno e infine promosso il 29 ottobre maggiore generale medico della riserva navale.
Richiamato in servizio durante il secondo conflitto mondiale, operò presso il Ministero della Marina - Direzione Generale di Sanità - fino all'8 settembre 1943; nel giugno 1944 riassunse l'incarico che mantenne fino al 4 agosto.

### Nel secondo dopoguerra
Epurato da ogni incarico istituzionale e privato per breve tempo anche del diritto elettorale, con la nascita della Repubblica Italiana nel 1946 si offrì di accompagnare il re Vittorio Emanuele III e la regina Elena nell'esilio di Alessandria d'Egitto. Nel febbraio del 1949, nasce a Roma la seconda figlia, Ippolita, concepita con Elena Molon (* Venezia 1907, † Roma 18 maggio 2000), figlia di Carlo Molon, primario di tisiologia a Venezia.
Posto nuovamente in congedo ed iscritto nel ruolo degli ufficiali medici della riserva di complemento, il 20 agosto 1957 transitò nella posizione di congedo assoluto. Chirurgo del torace e dell'addome molto noto, eseguì più di trentamila interventi. Nella sua squadra operava come anestesista il futuro giornalista e reporter Gianni Bisiach. 
Presidente della sezione italiana e vicepresidente mondiale del collegio internazionale dei chirurghi (International college of surgeons) ricoprì anche la carica di ordinario di clinica chirurgica e di direttore della clinica chirurgica nell'Ateneo la Sapienza di Roma. Pubblicò un atlante di chirurgia operatoria che rifletteva il suo stile semplice e preciso.

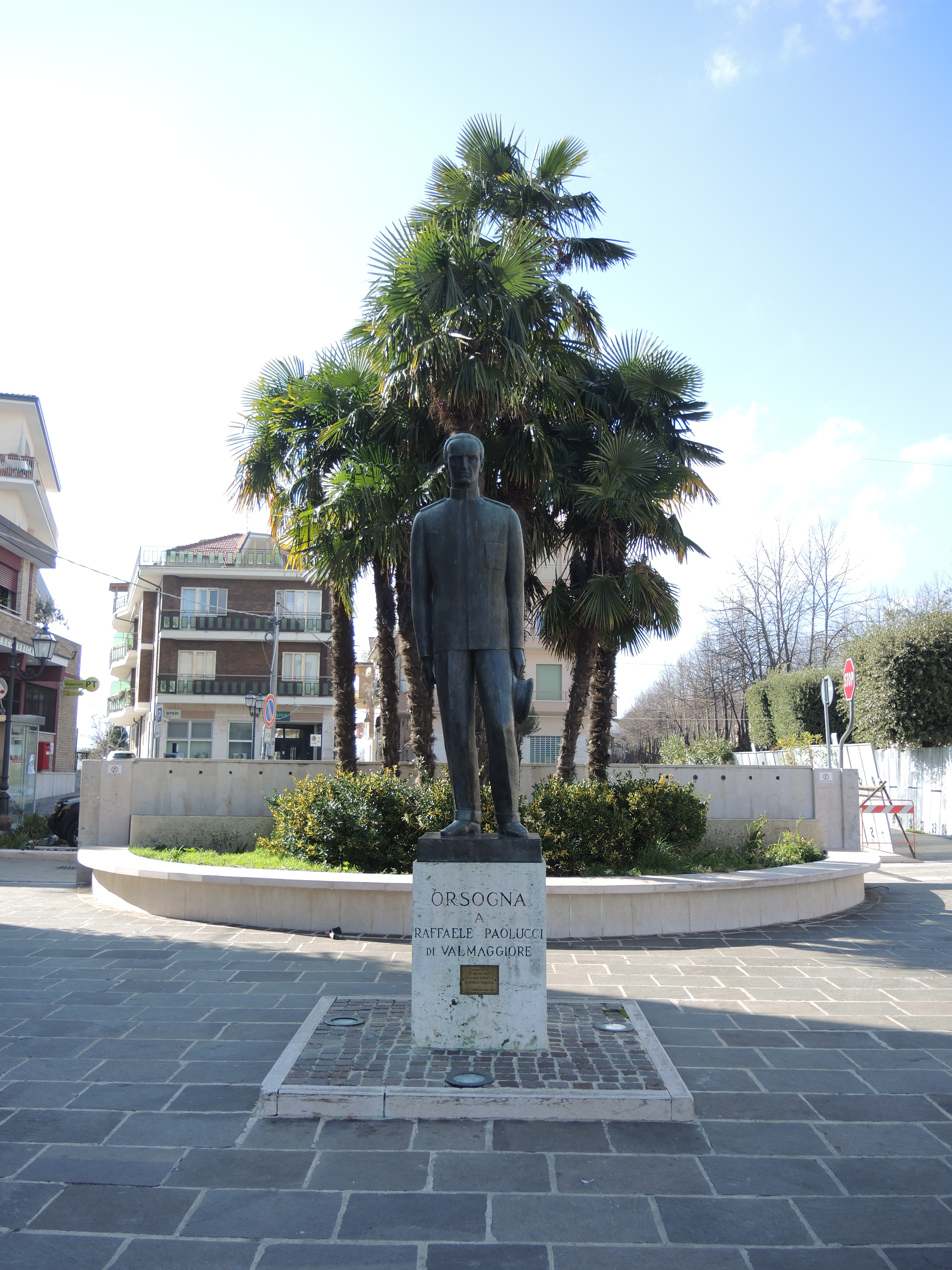
Monumento a Paolucci, Orsogna, piazza Mazzini

Riabilitato, fu eletto senatore della seconda legislatura il 7 giugno 1953 e di nuovo deputato nella terza legislatura, eletto nel giugno 1958, pochi mesi prima di morire, nelle liste del Partito Nazionale Monarchico, di cui fu anche presidente. Il suo posto fu occupato successivamente da Domenico Di Luzio.
Paolucci fu anche al capezzale di papa Pio XII, membro del collegio medico che lo ebbe in cura. Pacelli soffriva già di crisi cardio-polmonari, di ernia diaframmatica, ipotensione, anemia, disturbi gastrointestinali e con il singhiozzo persistente.  Paolucci avrebbe voluto operarlo ma aveva poi desistito per le cattive condizioni dell'illustre paziente affidandolo poi all'internista Ferdinando Corelli, membro dei medici pontifici.. 
Le sue spoglie sono conservate al Parco della Rimembranza, ad Orsogna, paese dell'Abruzzo in provincia di Chieti.
Nel 1962 sempre a Orsogna, in piazza Mazzini, gli fu dedicato il monumento con statua bronzea, opera di Nicola D'Antino. A Pescara in viale della Riviera (lungomare nord) gli è dedicata una fontana di Luigi Baldacci (1937-2018), con busto in bronzo sopra piedistallo.
Per onorare la memoria del Tenente di Marina Militare Andrea Bafile, Paolucci si adoperò per raccogliere i fondi, come ricostruisce lo storico Luca Giuliante, (nipote del maestro scalpellino Felice), per realizzare il Sacrario Militare dei Caduti d'Abruzzo nella Grande Guerra nel 1920, presso la roccia abruzzese a Bocca di Valle di Guardiagrele; nel 1923 si interpose nel pantano delle lungaggini burocratiche e organizzative, in cui era coinvolto anche D'Annunzio, per la realizzazione di un nuovo sepolcro dignitoso per Andrea Bafile, facendo realizzare da Felice Giuliante la grotta nella roccia di Bocca di Valle, e facendovi tumulare il Caduto abruzzese, dove riposa ancora oggi.

## Onorificenze
caporale d'onore della MVSN

«bersagliere in trincea, marinaio nelle acque di Pola, mitico eroe della nostra guerra navale; nell'immediato dopo-guerra animatore mirabile di balde falangi giovanili, sempre e dovunque fuglido esempio di romana fierezza e di italico ardire.»

## Opere

### Memorialistica
- Raffaele Paolucci, L'affondamento della Viribus Unitis, Firenze, Tipografia Barbera, 1930.
- Raffaele Paolucci di Valmaggiore, Il mio piccolo mondo perduto, Bologna, Licinio Cappelli Editore, 1952.

### Scientifiche
- Raffaele Paolucci di Valmaggiore, Tecniche chirurgiche, opera in 5 volumi, Bologna-Rocca S. Casciano, Licinio Cappelli Editore, 1942.